# Giro de Münsterland 2023
La 17.ª edición de la clásica ciclista Giro de Münsterland fue una carrera en Alemania que se celebró el 3 de octubre de 2023 sobre un recorrido de 205,9 kilómetros con inicio en la ciudad de Telgte y final en la ciudad de Münster.
La carrera formó parte del UCI ProSeries 2023, dentro de la categoría 1.Pro.

## Equipos participantes
Tomaron parte en la carrera 22 equipos: 8 de categoría UCI WorldTeam, 7 de categoría UCI ProTeam, 6 de categoría Continental y el equipo nacional alemán. Formaron así un pelotón de 150 ciclistas de los que acabaron 57. Los equipos participantes fueron:
| WorldTeams (8)- Alpecin-Deceuninck - Bora-Hansgrohe - Intermarché-Circus-Wanty - Jumbo-Visma - Lidl-Trek - Soudal Quick-Step - Team DSM-Firmenich - Team Jayco AlUla ProTeams (7)- Lotto Dstny - Q36.5 Pro Cycling Team - Team Corratec-Selle Italia - Team Flanders-Baloise - Team Novo Nordisk - Tudor Pro Cycling Team - Uno-X Pro Cycling Team Equipos continentales (6)- Maloja Pushbikers - P&S Benotti - Rad-Net Oßwald - Santic-Wibatech - Saris Rouvy Sauerland Team - Team Lotto-Kern-Haus Equipo nacional- Alemania |
| |

## Clasificación final
- La clasificación finalizó de la siguiente forma:[3]

| \| Clasificación general \| Clasificación general \| Clasificación general \| Clasificación general \| Clasificación general \| \| Ciclista \| Ciclista \| Equipo \| Tiempo \| \| \| --------------------- \| --------------------- \| ---------------------- \| --------------------- \| --------------------- \| \| 1.º \| Per Strand Hagenes \| Jumbo-Visma \| 4 h 21 min 32 s \| \| \| 2.º \| Kaden Groves \| Alpecin-Deceuninck \| + 17 s \| \| \| 3.º \| Mads Pedersen \| Lidl-Trek \| + 17 s \| \| \| 4.º \| Nils Eekhoff \| Team DSM-Firmenich \| + 17 s \| \| \| 5.º \| Christophe Laporte \| Jumbo-Visma \| + 17 s \| \| \| 6.º \| Danny van Poppel \| Bora-Hansgrohe \| + 17 s \| \| \| 7.º \| Søren Wærenskjold \| Uno-X Pro Cycling Team \| + 17 s \| \| \| 8.º \| Edoardo Affini \| Jumbo-Visma \| + 18 s \| \| \| 9.º \| Edward Planckaert \| Alpecin-Deceuninck \| + 27 s \| \| \| 10.º \| Jonas Koch \| Bora-Hansgrohe \| + 38 s \| \| |                    |                        |                 |
| |                    |                        |                 |
| Fuente: ProCyclingStats |                    |                        |                 |
| Clasificación general |                    |                        |                 |
| Ciclista | Ciclista           | Equipo                 | Tiempo          |
| 1.º | Per Strand Hagenes | Jumbo-Visma            | 4 h 21 min 32 s |
| 2.º | Kaden Groves       | Alpecin-Deceuninck     | + 17 s          |
| 3.º | Mads Pedersen      | Lidl-Trek              | + 17 s          |
| 4.º | Nils Eekhoff       | Team DSM-Firmenich     | + 17 s          |
| 5.º | Christophe Laporte | Jumbo-Visma            | + 17 s          |
| 6.º | Danny van Poppel   | Bora-Hansgrohe         | + 17 s          |
| 7.º | Søren Wærenskjold  | Uno-X Pro Cycling Team | + 17 s          |
| 8.º | Edoardo Affini     | Jumbo-Visma            | + 18 s          |
| 9.º | Edward Planckaert  | Alpecin-Deceuninck     | + 27 s          |
| 10.º | Jonas Koch         | Bora-Hansgrohe         | + 38 s          |

## Ciclistas participantes y posiciones finales
Convenciones:
- AB-N: Abandono en la etapa "N"
- FLT-N: Retiro por llegada fuera del límite de tiempo en la etapa "N"
- NTS-N: No tomó la salida para la etapa "N"
- DES-N: Descalificado o expulsado en la etapa "N"

## UCI World Ranking
El Giro de Münsterland otorgó puntos para el UCI World Ranking para corredores de los equipos en las categorías UCI WorldTeam, UCI ProTeam y Continental. Las siguientes tablas son el baremo de puntuación y los diez corredores que obtuvieron más puntos:
| Posición              | 1.º | 2.º | 3.º | 4.º | 5.º | 6.º | 7.º | 8.º | 9.º | 10.º | 11.º | 12.º | 13.º | 14.º | 15.º | 16.º-30.º | 31.º-40.º |
| Clasificación general | 200 | 150 | 125 | 100 | 85  | 70  | 60  | 50  | 40  | 35   | 30   | 25   | 20   | 15   | 10   | 5         | 3         |

| Clasificación |                    |                    |         |
| Posición      | Ciclista           | Equipo             | General |
| ------------- | ------------------ | ------------------ | ------- |
| 1.º           | Per Strand Hagenes | Jumbo-Visma        | 200     |
| 2.º           | Kaden Groves       | Alpecin-Deceuninck | 150     |
| 3.º           | Mads Pedersen      | Lidl-Trek          | 125     |
| 4.º           | Nils Eekhoff       | dsm-firmenich      | 100     |
| 5.º           | Christophe Laporte | Jumbo-Visma        | 85      |
| 6.º           | Danny van Poppel   | Bora-Hansgrohe     | 70      |
| 7.º           | Søren Wærenskjold  | Uno-X              | 60      |
| 8.º           | Edoardo Affini     | Jumbo-Visma        | 50      |
| 9.º           | Edward Planckaert  | Alpecin-Deceuninck | 40      |
| 10.º          | Jonas Koch         | Bora-Hansgrohe     | 35      |